# علي رضا عسكري
علي رضا عسگري (بالفارسية: علیرضا عسگری؛ من مواليد 1 نوفمبر(1953)، هو مسؤول إيراني سابق، خد كجنرال في الحرس الثوري الإسلامي الإيراني، كما شغل منصب نائب وزير الدفاع، وكان عضوًا في حكومة الرئيس الإيراني الأسبق محمد خاتمي.
أفادت تقارير بأن عسگري قد تم "تهميشه" من منصبه الوزاري بعد وصول الرئيس محمود أحمدي نجاد، الذي كان خصمًا سياسيًا سابقًا له، إلى السلطة عام 2005. وفي أوائل عام 2007، اختفى عسگري في تركيا، وتشير تقارير إعلامية إلى أنه إما انشقّ إلى الغرب أو اختُطف من قبل أجهزة استخبارات غربية.
أثار اختفاؤه تكهنات بأن إيران قد ترد بعمليات اختطاف تستهدف مسؤولين أمريكيين أو إسرائيليين في أوروبا. وبحسب ما نقلته صحيفة ذا صنداي تايمز، وصف مصدر في وزارة الدفاع الإسرائيلية عسگري بأنه "كنز استخباراتي ثمين" للغرب، مشيرًا إلى أن الجهات الإسرائيلية كانت تتابعه منذ ثمانينيات القرن الماضي.

## النشأة
وُلد علي رضا عسگري في أردستان، وهي بلدة تقع في محافظة أصفهان الإيرانية، وذلك في 1 نوفمبر 1952.

## المسيرة العسكرية والاستخباراتية
خلال ثمانينيات القرن العشرين، شغل عسگري منصب قائد الحرس الثوري الإيراني في لبنان، وفي تسعينيات القرن نفسه أصبح أرفع مسؤول استخباراتي إيراني في لبنان، حيث عمل بالتنسيق مع جماعة حزب الله الشيعية المسلحة.
وتشير إحدى التقارير إلى أن عسگري كان متورطًا في تلك الفترة في عملية نقل الطيار الإسرائيلي الأسير رون أراد إلى إيران، وهي مزاعم لم تؤكدها مصادر رسمية. كما ادعى موقع "ديبكا فايل" الإسرائيلي أن عسگري كان يشرف على العمليات الإيرانية في العراق، ويرتبط اسمه بـالهجوم على مقر محافظة كربلاء في 20 يناير 2007، الذي أسفر عن مقتل جنود أمريكيين.

### تهمة التجسس
بحسب صحيفة ذا صنداي تايمز، فقد جُنِّد علي رضا عسگري كجاسوس في عام 2003 خلال رحلة عمل خارجية، إلا أنه لم يُعرف على وجه التحديد أي جهاز استخبارات غربي قام بتجنيده. وتشير الصحيفة إلى أن عسگري قرّر الانشقاق بعد أن بدأت وزارة الاستخبارات الإيرانية تشتبه في كونه عميلاً مزدوجًا داخل النظام.

### الاعتقال في إيران
تفيد تقارير بأن عسگري سُجن في إيران لمدة 18 شهرًا قبل اختفائه، وذلك على خلفية الشبهات المحيطة به، وفقًا لمصادر إعلامية.

## الاختفاء
اختفى علي رضا عسگري في 7 فبراير 2007 بمدينة إسطنبول في تركيا، بعد أن وصلها جوًا من دمشق، سوريا. ووفقًا لتقرير إعلامي، فقد كان في سوريا لمناقشة إنتاج معدات عسكرية، بينما كان من المفترض أن يلتقي في تركيا بتاجر أسلحة أوروبي. وفي المقابل، صرّحت امرأة في طهران ادّعت أنها زوجته بأن عسگري وصل إلى إسطنبول في 7 ديسمبر 2006، واختفى بعد يومين، أي في 9 ديسمبر، مضيفةً أنه كان "يعمل في تجارة زيت الزيتون" أثناء وجوده في سوريا.
تفيد تقارير بأن شخصين آخرين حجزا غرفة لعسگري في فندق جيلان (Ceylan) في إسطنبول لمدة ثلاث ليالٍ، لكنه عند وصوله حجز غرفة في فندق آخر أرخص يُدعى غيلان (Ghilan). ولم يتضح ما إذا كان قد سجّل دخوله رسميًا في الفندق الأخير.
صرّح دبلوماسيون عرب لوسائل الإعلام بأن عسگري اختُطف من قبل وكالة الاستخبارات المركزية الأمريكية و/أو الموساد الإسرائيلي. وفي 6 مارس، أكّد مسؤول رفيع في الشرطة الإيرانية أن فرضية الاختطاف "ممكنة". وأرسلت إيران وفدًا من مسؤولي وزارة الدفاع إلى تركيا أواخر فبراير لمتابعة القضية، كما طلبت من الإنتربول التحقيق في الحادثة. وبسبب الادعاءات التي حمّلت إسرائيل مسؤولية اختفائه، تم تشديد الإجراءات الأمنية حول السفارات الإسرائيلية والمسؤولين الإسرائيليين في الخارج. وفي اليوم ذاته، صرّح وزير الخارجية التركي أن بلاده تُجري "تحقيقًا واسع النطاق للغاية".
من جهتها، نشرت صحيفة إيران الرسمية أن عسگري اختُطف على يد فريق مشترك من الموساد ووكالة المخابرات الأمريكية، وتعرّض للتعذيب. أما ابنته، فقد صرّحت في مقابلة مع وكالة فارس للأنباء قائلة: "أنا متأكدة من أن الولايات المتحدة وإسرائيل اختطفتاه".

### انشقاق أم اختطاف؟
أثار اختفاء عسگري جدلًا واسعًا في وسائل الإعلام بين روايتين: هل انشقّ طوعًا إلى الغرب أم اختُطف قسرًا؟ كانت صحيفة هآرتس الإسرائيلية أول من رجّح فرضية الانشقاق، وهو ما دعمته صحيفة الشرق الأوسط التي ذكرت أن عسگري انشقّ إلى الولايات المتحدة. وفي 7 مارس، ذكرت الصحيفة ذاتها أن عسگري يخضع للاستجواب في إحدى دول شمال أوروبا، ووفق تقارير لاحقة، تم ذلك في قاعدة حلف شمال الأطلسي (الناتو) في ألمانيا، وتحديدًا في قاعدة راين-ماين الجوية، قبل نقله لاحقًا إلى الولايات المتحدة.
مع ذلك، نفى مسؤول استخباراتي أمريكي لصحيفة نيويورك بوست أن تكون بلاده تحتجز عسگري، قائلاً: "نحن لا نملكه". وتشير تقارير أخرى إلى أن عسگري ربما غادر تركيا بجواز سفر مزور أو باسم مستعار.
وفي 8 مارس، ذكرت صحيفة واشنطن بوست أن عسگري يتعاون طوعًا مع أجهزة استخبارات غربية، ويقدّم معلومات حول حزب الله وصلاته مع إيران. وشملت المعلومات التي زوّد بها الجهات الغربية تفاصيل عن تفجير مقر مشاة البحرية الأمريكية في بيروت عام 1983، بالإضافة إلى وثائق استخباراتية وخرائط تُظهر مدى تورط إيران في دعم جماعات مسلحة مثل حزب الله، وحركة الجهاد الإسلامي في فلسطين، وجيش المهدي ومنظمة بدر في العراق.
وأفاد أحد المسؤولين الأمريكيين أن انشقاق عسگري "نُسّق من قبل الإسرائيليين"، وهو ما نفاه المتحدث باسم الخارجية الإسرائيلية مارك ريغيف. كما ذكرت صحيفة نيويورك بوست أن مجموعة معارضة إيرانية ساعدت في تخطيط عملية الانشقاق، وهي الآن تتفاوض مع أجهزة استخبارات غربية لتأمين "مكان دائم للمنفى".
وفي 12 مارس، وخلال زيارة إلى أنقرة، رُفع سؤال إلى وزير الدفاع الألماني فرانتس يوزف يونغ بشأن القضية، فأجاب: "لا يمكنني الإدلاء بأي تعليق حول هذا الموضوع".
وأفادت صحيفة ذا صنداي تلغراف البريطانية أن انشقاق عسگري كان جزءًا من برنامج استخباراتي لوكالة الاستخبارات الأمريكية يُعرف باسم "نزيف الأدمغة" (Brain Drain)، الذي بدأ عام 2005، وأسفر لاحقًا عن استقطاب العالِم النووي الإيراني شهرام أميري.
في المقابل، تستمر المصادر الإيرانية، إلى جانب تقارير لوكالة أسوشيتد برس، في التأكيد على أن عسگري اختُطف من قبل الموساد الإسرائيلي بمساعدة أجهزة استخباراتية غربية أخرى.

### العائلة
كان علي رضا عسگري متزوجًا من زيبا أحمدي وزهرة عبد الله بور، وله خمسة أبناء. وتشير عدة مصادر إلى أن بعض أفراد عائلته غادروا إيران قبل انشقاقه، ربما تحت غطاء عطلة خارجية. وأفاد أحد التقارير أن 10 أفراد من عائلته المقربين، بينهم ابنان وابنة، غادروا البلاد. إلا أن هذه الرواية نفاها موقع فردا نيوز الإيراني، مؤكدًا أن زوجته وأطفاله لا يزالون في طهران.
في 12 مارس، قدّمت زيبا أحمدي وابنتهما إلهام شكوى إلى السفارة التركية في طهران، وقالتا إن "علي رضا لم يطلب اللجوء السياسي، ولن يفعل ذلك أبدًا". وفي 19 مارس، تجمّع عشرة من أقاربه، من ضمنهم زوجته الثانية زهرة عبد الله بور، أمام السفارة التركية مرة أخرى، وصرّحوا بأن "الولايات المتحدة وإسرائيل هما من قام بذلك، لكن الحكومة التركية مسؤولة ويجب أن تُطلعنا على وضعه في أسرع وقت ممكن".
وفي مقابلة نُشرت في 10 يوليو مع وكالة مهر للأنباء، صرّحت زيبا أحمدي بأن 90٪ من الأدلة تشير إلى مسؤولية إسرائيل عن اختفاء زوجها، لكنها أكدت في الوقت ذاته عدم حصولها على أي معلومات بشأن مصيره حتى ذلك الحين.

### احتجاز البحرية البريطانية عام 2007
في 23 مارس 2007، احتجزت القوات الإيرانية 15 فردًا من البحرية البريطانية، وأشارت بعض التقارير الإعلامية حينها إلى أن إيران كانت تسعى لمبادلتهم بمواطنين إيرانيين يُعتقد أنهم اختُطفوا، من بينهم علي رضا عسگري.

### التحقيق اللاحق في تركيا
في شهر أبريل من عام 2007، نشر الصحفي ريتشارد مينيتير مقالاً تناول فيه تحقيقه الشخصي في تركيا حول اختفاء عسگري. توصل مينيتير إلى أنه من غير الممكن حجز غرفة في فندق جيلان نقداً (كما أُشيع سابقاً)، كما أنه لا يوجد فندق باسم "فندق غيلان"، وربما كان ذلك نتيجة خطأ في نطق اسم "فندق ديفان"، الذي يقع مباشرة مقابل فندق جيلان. تحدث مينيتير مع البروفيسور حسن كوني من برنامج الدراسات الأمريكية في جامعة بهتشه شهير، الذي أشار إلى أن كبار الجنرالات الأتراك كانوا غاضبين لعدم إبلاغهم عن هوية الحليف الذي قام باحتجاز عسغري، وأن تحديد هوية هذا البلد كان موضوع نقاش ساخن بين الأوساط العسكرية والاستخباراتية والشرطية.

### معلومات عن البرنامج النووي الإيراني
في يوليو 2007، أفادت صحيفة يديعوت أحرونوت الإسرائيلية بأن عسگري أبلغ المحققين الأمريكيين أن إيران تستخدم تقنيات الليزر والمواد الكيميائية لتخصيب اليورانيوم سرًا في منشأة للأسلحة قرب نطنز، كبديل احتياطي في حال تعرضت المنشآت العلنية لعقوبات أو ضربات عسكرية. وسع الصحفي الإسرائيلي رونين بيرغمان هذه الرواية في كتابه الحرب السرية مع إيران، موضحًا أن عسگري لم يقدّم فقط معلومات عن تقنية الليزر، بل كشف أيضًا عن موقع ثانٍ لأجهزة الطرد المركزي قرب نطنز، وأفاد بوجود برنامج نووي سوري سرّي تدعمه كوريا الشمالية، ويُموَّل من إيران.
في ديسمبر 2007، نشرت أجهزة الاستخبارات الأمريكية تقييمًا استخباراتيًا وطنيًا، خلص إلى أن إيران أوقفت برنامجها النووي السري عام 2003. وأثار هذا التقييم تساؤلات حول ما إذا كانت معلومات عسگري هي السبب في هذا التحول، إلا أن مسؤولين رسميين نفوا أن يكون هناك "حدث واحد" وراء التغيير، رغم أن مصادر أخرى رجّحت أن يكون منشق إيراني وراء المعلومات الجديدة.

### عملية "بستان" الإسرائيلية
في 28 سبتمبر 2007، أفادت صحيفة الجريدة الكويتية أن عسگري قدّم معلومات استخباراتية استخدمتها إسرائيل في تنفيذ ضربتها الجوية على منشأة نووية سورية في 6 سبتمبر، المعروفة باسم عملية بستان. وأكّدت مجموعة ستراتفور الاستخباراتية هذه المزاعم، مشيرةً إلى أن عسگري "زوّد إسرائيل بمعلومات عن برنامج الصواريخ السوري"، مما مكّن تنفيذ الضربة. وفي مارس 2009، نشرت صحيفة نويه تسورخر تسايتونغ السويسرية أن عسگري أخبر الولايات المتحدة عن المفاعل السوري السري، الذي أنشئ بتعاون كوري شمالي وبتمويل إيراني، وكانت تلك المرة الأولى التي تُنبه فيها إسرائيل والولايات المتحدة إلى هذا المشروع.

### قضية أمير فرشاد إبراهيمي
في مارس 2008، أُوقف أمير فرشاد إبراهيمي، وهو ناشط إيراني في مجال حقوق الإنسان يعيش في ألمانيا، بمطار أتاتورك الدولي في إسطنبول، بناءً على طلب من مسؤول إيراني لترحيله إلى طهران، بحجة أنه شارك في تنظيم انشقاق عسگري. وقد أفادت تقارير لاحقة أن عسگري تواصل مع إبراهيمي من واشنطن العاصمة وتكساس.

### التقارير الإيرانية عام 2009
في 15 نوفمبر 2009، نشرت عدة مواقع إيرانية تفاصيل تحقيق استمر عامين، خلص إلى أن عسگري اختُطف من قبل أجهزة استخبارات إسرائيلية وبريطانية وألمانية، ويُحتجز حاليًا في سجن إسرائيلي. وفي أكتوبر من العام ذاته، صرّح وزير الخارجية الإيراني منوشهر متكي بأن "على الولايات المتحدة أن تتحمّل المسؤولية، لأنها مسؤولة بشكل مباشر أو غير مباشر عن المشاكل التي واجهها شهريار أميري، وعلي رضا عسگري، وأردبيلي".

### فرضية "السجين X"
في 27 ديسمبر 2010، زعم مدوّن موقع تيكون عولام، ريتشارد سيلفرستاين، أن السجين المعروف إعلاميًا بـ"السجين X"، والذي توفي في سجن إسرائيلي، هو علي رضا عسگري. وقال إنه حصل على هذه المعلومة من مصدر مقرّب من وزير الدفاع الإسرائيلي السابق إيهود باراك. وفيما بعد، أفادت الحكومة الإيرانية بأن عسگري توفي داخل سجن إسرائيلي.
في عام 2024، أفاد موقع إيران إنترناشيونال أن علي رضا عسگري لا يزال على قيد الحياة، ويعيش داخل برنامج حماية الشهود الفيدرالي الأمريكي، تحت حماية وكالة الاستخبارات المركزية (CIA).